# Petrus Phalesius el jove
Pere Phalèse el jove o Petrus Phalesius junior va ser un llibreter, gravador, editor i impressor de música brabançó a les Disset Províncies. nascut vers 1545 a Lovaina i mort a Anvers el 13 de març del 1629. Junts amb el seu pare Petrus Phalesius el vell, segons el musicòleg Alphonse Goovaerts (1847-1922) és uns dels dels editors de música més famosos del renaixement.

## Vida i obra editorial
Va néixer vers 1545 com fill de Petrus Phalesius el vell. El 1563 apareix a la matrícula de la Universitat de Lovaina, però no sembla haver acabat els estudis. Treballa a la impremta familiar que el 1581, després de la mort del pare va transferir la seu de l'empresa familiar cap a Anvers. Es va inscriure al gremi dels artesans artístics de Sant Lluc el mateix any. El 1582 es va casar amb Elisabeth Wisschavens i van instal·lar- se al carrer Kammenstraat a la casa De Rode Leeuw (El lleó vermell) on va viure fins a 1608, quan va transferir-se al Coperen Pot (El pot de coure) que va rebatejar Koning David (Rei David). Va continuar l'empresa comuna amb Joan Bellerus (Jean Bellère), fins a la mort d'aquest darrere el 1595, sempre utilitzant l'equip tipogràfic de son pare per a editar cançons, motets, música sagrada i obres per a llaüt. Quasi la meitat de les seves edicions són reimpressions, sovint obres d'altres editors. Els seus descendents van continuar l'empresa familiar continua fins al 1673.

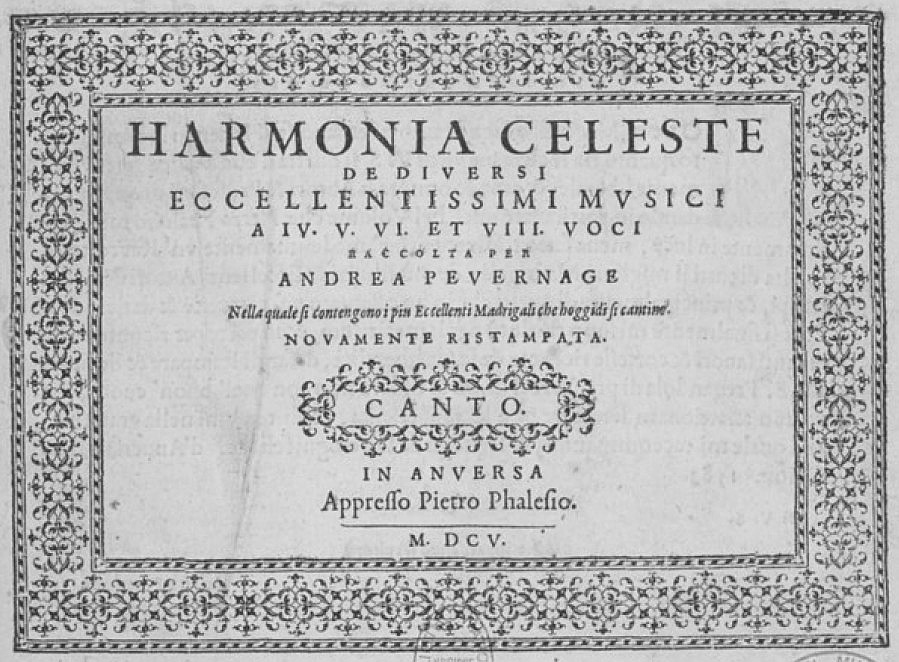
Frontis del recull Harmonia celeste (1605)

- Patrocinium musices (1577-1578) primera obra publicada per Petrum Phalesium juniorem.

Va publicar molts volums de madrigals italians, mostra de la popularitat d'aquest gènere als Països Baixos, dels quals destaquen reculls que van tenir moltes reïmpressions.
- Harmonia celeste (1583, editada per Pevernage, que va conèixer cinc reimpressions del 1589 al 1628);
- Musica divina (1583, Una edició pròpia, reïmprimida set vegades entre 1588 i 1634);
- Symphonia angelica (1585, editada per Hubertus Waelrant, reïmprimida quatre vegades entre 1590 i 1629);
- Melodia olympica (1591, editat per Peter Philips, i reïmprimida tres vegades entre 1594 i 1630).

A més va publicar llibres de madrigals dedicats cadascú a un sol compositor italià: Agostino Agazzari, Felice Anerio, Giovanni Croce, Girolamo Frescobaldi, Luca Marenzio, Claudio Monteverdi, Mosto, Pallavicino, Rossi et Orazio Vecchi. Les Balletti a cinc ue voci del 1596 de Giovanni Giacomo Gastoldi van conéixer set edicions entre 1601 i 1631. També va editar l'obra profana i religiosa dels compositors anglesos Richard Dering et Peter Philips, que vivien aleshores a Anvers i del compositor belga Balthazar Richard va publicar la "Litaniae beatissimae Mariae Virginis Laurentanae".
El recull Pratum musicum del llaütista Emanuel Adriaenssen (1584) i el recull de dances d'Anvers Chorearum Molliorum Collectanea són unes de les edicions més conegudes de Petrus el jove que continuen sent executades fins al dia d'avui.

## Catàlegs
- (llatí) Orlando di Lasso: Cantiones, a dues veus (Lovaina, 1577);
*(llatí) Orlando di Lasso: Patrocinium musices … secunda (-4) pars (Lovaina, 1577-1578);
*(llatí) Emanuel Adriaenssen, arr. : Pratum musicum (1584-12/R);
*(francès) Jean de Castro: Harmonie joyeuse, a quatre veus (1595);
*(italià) Il trionfo di Dori (1595-2);
*(italià) Giovanni Giacomo Gastoldi: Balletti, a cinc veus (1596);
*(italià) Peter Philips: Il primo libro de madrigali, a sis veus (1596);
*(italià) Madrigali, a vuit veus (1596-8);
*(italià) Paradiso musicale (1596-10);
*(italià) Il vago alboreto (1597-15);
*(francès) Le rossignol musical (1597-10);
*(italià) Peter Philips: Madrigali, a vuit veus (1598);
*(italià) Orazio Vecchi: Convito musicale (1598);
*(llatí) Litaniæ septem deiparæ virgini, a quatre i cinc veus (1598)
*(italià) Felice Anerio: Madrigali, a sis veus (1599);
*(lituà) Matthias Pottier: Selectissimarum missarum flores, de quatre fins vuit veus (1599-1);
*(francès) Cornelis Verdonck: Poésies françoises, de cinc a deu veus (1599);
*(italià) Agostino Agazzari: Madrigali harmoniosi, a sis veus (1600);
*(italià) De floridi virtuosi d'Italia, a cinc veus (1600-8);
*(italià) Giovanni de Macque: Madrigaletti, a sis veus (1600);
*(italià) Giovanni Battista Mosto : Madrigali, a sis veus(1600);
*(llatí) Emanuel Adriaenssen: Pratum musicum (1600-18);
*(italià) Ghirlanda di madrigali, a sis veus (1601-5);
*(italià) Agostino Agazzari: Madrigali, a cinc veus (1602);
*(italià) Giulio Eremita : Madrigali, libro I , a sis veus, (1602);
*(italià) Giovanni Giacomo Gastoldi: Balletti, a tres veus (1602);
*(llatí) André Pevernage: Missæ, de cinc a sept voix (1602)
*(llatí) Luca Marenzio: Cantiones sacræ (1603);
*(llatí) Piat Maulgred : Cantiones sacræ, de quatre a vuit veus (1603);
*(llatí) Giovanni Pierluigi da Palestrina: Cantiones sacræ, a cinc veus (1603);
*(italià) Peter Philips: Madrigali, libro II, a sis veus (1603);
*(llatí) Orfeo Vecchi : Cantiones sacræ, a sis veus (1603);
*(italià) Cornelis Verdonck: Madrigali, a sis veus (1603);
*(lituà) Pedro Rimonte : Missæ, de quatre a sis veus (1604), edició P. Calahorra (Saragossa, 1982);
*(italià) Benedetto Pallavicino : Madrigali, a cinc veus (1604);
*(llatí) André Pevernage: Laudes vespertinæ (1604);
*(italià) Fiori musicali, a tres veus (1604-13);
*(italià) Madrigali pastorali, a sis veus (1604-10);
*(llatí) Giovanni Pierluigi da Palestrina: Cantiones sacræ, a cinc veus (1605);
*(francès) André Pevernage: Chansons, a cinc veus (1606);
*(italià) Ruggiero Giovannelli : Madrigali, a cinc veus (1606);
*(italià) Benedetto Pallavicino : Madrigali, libro I, a sis veus (1606);
*(francès) André Pevernage: Chansons … tant spirituelles, a cinc veus (1606);
*(italià) Jean de Castro: Madrigali, a tres veus (1607);
*(llatí) Orlando di Lasso: Cantiones sacræ, cinc a vuit veus (1607) [obra perduda];
*(llatí) Orlando di Lasso: Magnificat 8 tonorum (1607) [obra perduda];
*(italià) Luca Marenzio: Madrigali, a quatre veus (1607);
*(francès) André Pevernage: Chansons, sis a vuit veus (1607);
*(llatí) Pedro Rimonte : Cantiones sacræ, quatre a sept voix (1607);
*(italià) Canzonette alla romana (1607-14);

- (francès) Jean de Castro: Chansons, madrigaux, a tres veus (1582);
*(francès) Jean de Castro: Livre de chansons, a tres veus (1582);
*(italià) Orlando di Lasso: Libro de villanelle moresche, quatre a vuit veus (1582);
*(lituà) Hortulus citharæ vulgaris (1582-16);
*(lituà) Chorearum molliorum collectanea, a quatre veus (1583-21/R);
*(llatí) Harmonia celeste, quatre a vuit veus (1583-14/R);
*(llatí) Musica divina, quatre a sept voix (1583-15/R);
*(italià) Symphonia angelica, quatre a sis veus (1585-19/R);
*(francès) Jean de Castro: Chansons, a cinc veus (1586);
*(italià) Rinaldo del Mel : Madrigali, a sis veus (1588);
*(llatí) Rinaldo del Mel : Sacræ cantiones, cinc a dotze veus (1588);
*(italià) Jean de Castro: Madrigali, a tres veus (1588);
*(italià) Giovanni Battista Mosto : Madrigali, a cinc veus (1588);
*(italià) Jan-Jacob van Turnhout: Madrigali, libro I, a sis veus (1589);
*(llatí) Bicinia sive cantiones suavissimæ (1590-19)
*(francès) Jean de Castro: Recueil des chansons, a tres veus (1591);
*(italià) Il lauro verde, a sis veus (1591-8);
*(italià) Melodia olympica, quatre a vuit veus (1591-10/R);
*(llatí) Emanuel Adriaenssen, arr.: Novum pratum musicum (1592-22/R);
*(francès) Jean de Castro: Chansons, stances, a dues veus (1592);
*(francès) Jean de Castro: Sonets avec une chanson, a dues veus (1592), edició I. Bossuyt (Louvain, 1997);
*(llatí) Jean de Castro: Triciniorum sacrorum liber unus (1592);
*(francès) Orlando di Lasso: La fleur des chansons, quatre a vuit veus (1592-9);
*(llatí) Orlando di Lasso: Cantiones italicæ (1593) [obra perduda];
*(llatí) Giovanni Pierluigi da Palestrina: Cantiones sacræ, a quatre veus (1593);
*(italià) Luca Marenzio: Madrigali, libro I-V, a cinc veus (1593);
*(llatí) Mathias Thalman : Missæ, quatre a sis veus (1593) [obra perduda];
*(italià) Jean Desquesnes : Madrigali, libro I, a cinc veus (1594);
*(italià) Giovanni Battista Galeno : Madrigali, libro I, a cinc veus (1594);
*(italià) Luca Marenzio: Madrigali, a sis veus (1594-14);
*(francès) Jan Pieterszoon Sweelinck i Cornelis Verdonck: Chansons, a cinc veus (1594-

Phalèse Jr., Pierre obres disponibles a la Biblioteca musical Petrucci

## Discografia
- Danceries de la Renaissance des éditeurs anversois de Jean Woltèche, Pierre Phalèse junior i Tielman Susato, per Musica Aurea, Brussel·les, Monumenta Belgicae musicae, 1976
- Si Pour T'aymer – Danseries, per la Compagnie Maître Guillaume, 1997, Disques Pierre Verany – PV797061, Arion